# 李士懋
李士懋（1936年—2015年10月25日），男，山東黃縣人，国医大师，河北中医学院教授、主任医师、博士生导师。

## 生平
1962年毕业于北京中医学院（现北京中医药大学），毕业后被分配到大庆油田总医院任儿科专职中医大夫。1970年，调至大庆南区医院任中医大夫。1979年，调至河北中医学院任教，转为教学工作。
2015年10月25日逝世，享年80岁。

## 社会兼职
李士懋是中华中医药学会内科学会委员会委员，国家药品审评专家，第二、三、四、五批全国名老中医药专家学术经验继承指导教师，中国中医科学院传承博士后合作导师，同时兼任北京中医药大学博士生导师。2008年，被评为“河北名中医”。2014年，获“国医大师”荣誉称号，是河北省首位获此殊荣的中医专家。

## 著作
出版《脉学心悟》、《濒湖脉学求索》、《温病求索》、《溯本求源平脉辩证》、《平脉辩证经方时方案解》等学术著作16部。